# Anna di Meißen

Stemma della casata di Wettin

Anna di Meißen (... – 4 luglio 1395) è stata una nobildonna tedesca.

## Biografia
Anna era figlia di Baldassarre di Turingia e di sua moglie, Margherita di Norimberga, figlia del burgravio Alberto Il Bello di Norimberga.
Sposò tra il 1387 ed il 1389 Rodolfo III di Sassonia-Wittenberg, figlio di Venceslao I di Sassonia-Wittenberg, duca di Sassonia. Da questo matrimonio nacquero i seguenti figli:
- Scolastica (1393–1463), sposò il duca Giovanni I di Żagań
- Rodolfo (m. 1406),
- Venceslao (m. 1407),

Dopo la morte di Anna, Rodolfo nel marzo del 1396 si risposò con Barbara (m. 17 maggio 1435), figlia del duca Rupert I di Legnica. Da questo matrimonio nacquero i seguenti figli:
- Sigismondo (m. 1407),
- Barbara (1405–1465), sposò il margravio Giovanni di Brandeburgo-Kulmbach

## Ascendenza
|                                     |                                      |                                              | Genitori                                                            |  |  | Nonni |  |  | Bisnonni                        |  |  | Trisnonni                         |  |
|                                     |                                      |                                              |                                                                     |  |  |       |  |  | Federico I, margravio di Meißen |  |  | Alberto II, margravio di Turingia |  |
|                                     |                                      |                                              |                                                                     |  |  |       |  |  | Federico I, margravio di Meißen |  |  | Alberto II, margravio di Turingia |  |
|                                     |                                      | Margherita di Sicilia                        |                                                                     |  |  |       |  |  | Federico I, margravio di Meißen |  |  |                                   |  |
| Federico II, margravio di Meißen    |                                      |                                              |                                                                     |  |  |       |  |  | Federico I, margravio di Meißen |  |  |                                   |  |
|                                     |                                      | Elisabetta di Lobdeburg-Arnshaugk            | Hartmann XI, conte di Lobdeburg-Arnshaugk                           |  |  |       |  |  |                                 |  |  |                                   |  |
|                                     |                                      | Elisabetta di Lobdeburg-Arnshaugk            | Hartmann XI, conte di Lobdeburg-Arnshaugk                           |  |  |       |  |  |                                 |  |  |                                   |  |
|                                     |                                      | Elisabetta di Lobdeburg-Arnshaugk            | Elisabetta di Weimar-Orlamünde                                      |  |  |       |  |  |                                 |  |  |                                   |  |
| Baldassarre, margravio di Meißen    |                                      | Elisabetta di Lobdeburg-Arnshaugk            |                                                                     |  |  |       |  |  |                                 |  |  |                                   |  |
|                                     |                                      | Ludovico, imperatore dei Romani              | Ludovico II, duca della Baviera Superiore e conte palatino del Reno |  |  |       |  |  |                                 |  |  |                                   |  |
|                                     |                                      | Ludovico, imperatore dei Romani              | Ludovico II, duca della Baviera Superiore e conte palatino del Reno |  |  |       |  |  |                                 |  |  |                                   |  |
|                                     |                                      | Ludovico, imperatore dei Romani              | Matilde d'Asburgo                                                   |  |  |       |  |  |                                 |  |  |                                   |  |
| Matilde di Baviera                  |                                      | Ludovico, imperatore dei Romani              |                                                                     |  |  |       |  |  |                                 |  |  |                                   |  |
|                                     |                                      | Beatrice di Świdnica                         | Bolko I, duca di Świdnica                                           |  |  |       |  |  |                                 |  |  |                                   |  |
|                                     |                                      | Beatrice di Świdnica                         | Bolko I, duca di Świdnica                                           |  |  |       |  |  |                                 |  |  |                                   |  |
|                                     |                                      | Beatrice di Świdnica                         | Beatrice di Brandeburgo-Salzwedel                                   |  |  |       |  |  |                                 |  |  |                                   |  |
| Anna di Meißen                      |                                      | Beatrice di Świdnica                         |                                                                     |  |  |       |  |  |                                 |  |  |                                   |  |
|                                     | Federico IV, burgravio di Norimberga | Federico III, burgravio di Norimberga        |                                                                     |  |  |       |  |  |                                 |  |  |                                   |  |
|                                     | Federico IV, burgravio di Norimberga | Federico III, burgravio di Norimberga        |                                                                     |  |  |       |  |  |                                 |  |  |                                   |  |
|                                     | Federico IV, burgravio di Norimberga | Elena di Sassonia                            |                                                                     |  |  |       |  |  |                                 |  |  |                                   |  |
| Alberto II, burgravio di Norimberga | Federico IV, burgravio di Norimberga |                                              |                                                                     |  |  |       |  |  |                                 |  |  |                                   |  |
|                                     |                                      | Margherita di Gorizia-Tirolo                 | Alberto II di Gorizia-Tirolo                                        |  |  |       |  |  |                                 |  |  |                                   |  |
|                                     |                                      | Margherita di Gorizia-Tirolo                 | Alberto II di Gorizia-Tirolo                                        |  |  |       |  |  |                                 |  |  |                                   |  |
|                                     |                                      | Margherita di Gorizia-Tirolo                 | Agnese di Hohenberg                                                 |  |  |       |  |  |                                 |  |  |                                   |  |
| Margherita di Norimberga            |                                      | Margherita di Gorizia-Tirolo                 |                                                                     |  |  |       |  |  |                                 |  |  |                                   |  |
|                                     |                                      | Enrico VIII, conte di Henneberg-Schleusingen | Bertoldo VII, conte di Henneberg-Schleusingen                       |  |  |       |  |  |                                 |  |  |                                   |  |
|                                     |                                      | Enrico VIII, conte di Henneberg-Schleusingen | Bertoldo VII, conte di Henneberg-Schleusingen                       |  |  |       |  |  |                                 |  |  |                                   |  |
|                                     |                                      | Enrico VIII, conte di Henneberg-Schleusingen | Adelaide d'Assia                                                    |  |  |       |  |  |                                 |  |  |                                   |  |
| Sofia di Henneberg-Schleusingen     |                                      | Enrico VIII, conte di Henneberg-Schleusingen |                                                                     |  |  |       |  |  |                                 |  |  |                                   |  |
|                                     |                                      | Jutta di Brandeburgo-Salzwedel               | Ermanno I, margravio di Brandeburgo-Salzwedel                       |  |  |       |  |  |                                 |  |  |                                   |  |
|                                     |                                      | Jutta di Brandeburgo-Salzwedel               | Ermanno I, margravio di Brandeburgo-Salzwedel                       |  |  |       |  |  |                                 |  |  |                                   |  |
|                                     |                                      | Jutta di Brandeburgo-Salzwedel               | Anna d'Asburgo                                                      |  |  |       |  |  |                                 |  |  |                                   |  |
|                                     |                                      | Jutta di Brandeburgo-Salzwedel               |                                                                     |  |  |       |  |  |                                 |  |  |                                   |  |